# Димитър Калудов
Димитър Карапетков Калудов е български революционер, деец на Вътрешната македоно-одринска революционна организация.

## Биография
Роден е в 1874 година в лозенградското село Едига, тогава в Османската империя. Присъединява се към ВМОРО във 1902 година. След залавянето на дееца на ВМОРО Продан Славов, който след мъчения става предател, Калудов става нелегален. Участва в Илинденско-Преображенското въстание от лятото на 1903 година с четата на Георги Кондолов. Калудов е в групата, която изсича телеграфните стълбове и жици между Малко Търново и Лозенград. След това през нощта влизат в сражение с турците в турското село Сазара, Лозенградско, където загиват Петко Тодоров и Георги Славов.
На 19 март 1943 година, като жител на Царево, Бургаско, подава молба за българска народна пенсия. Молбата е одобрена и пенсията е отпусната от Министерския съвет на Царство България.